# Qui-Gon Jinn
Qui-Gon Jinn je izmišljeni lik iz serijala Ratovi zvijezda. Na filmskom se platnu pojavio samo jednom, u Fantomskoj prijetnji, gdje ga je portretirao Liam Neeson. Bio je učenik grofa Dookua, te učitelj Obi-Wan Kenobija i onaj koji je otkrio mladog Anakina Skywalkera na Tatooineu.

## O liku
Qui-Gon je predstavljen u Fantomskoj prijetnji kao mudri Jedi učitelj, očinska figura dvadesetpetogodišnjem Obi-Wan Kenobiju, koji ga naziva isključivo "Učitelj". Za razliku od konzervativnijih Jedija, Qui-Gon smatra da je življenje u sadašnjosti najbolji način za prihvaćanje i ujedinjavanje sa Silom. Iako ga svi ostali Jediji poštuju, začuđuju ih njegova neortodoksna uvjerenja i zbog toga mu ne dozvoljavaju članstvu u Vijeću Jedija. Obi-Wan je u filmu spomenuo kako je Qui-Gon nekoliko puta u prošlosti bio u konfliktu s Vijećem.
U Napadu klonova saznajemo kako je Qui-Gonov učitelj bio grof Dooku, koji je u to vrijeme već napustio red Jedija i prešao na tamnu stranu. U Osveti Sitha saznajemo od učitelja Yode kako je Qui-Gon otkrio besmrtnost i način kako pomoću Sile postati duh, te da je Yoda postao njegov učenik kako bi naučio tu vještinu, koju je kasnije prenio Obi-Wanu.

## Fantomska prijetnja
Na samom početku Fantomske prijetnje vidimo Qui-Gona i njegovog učenika Obi-Wan Kenobija kako se nalaze na ratnim brodovima iznad Nabooa. Trgovinski savez je upravo tim ratnim brodovima blokirao prilaz planetu, a Qui-Gon i Obi-Wan su poslani od strane Vrhovnog kancelara Finisa Valoruma kao veleposlanici kako bi sklopili mirovni sporazum. 
U čekaonici dobiju obavijest od jednog robota da pričekaju potkralja. No, dok čekaju, potkralj je, prema naredbi Darth Sidiousa, u čekaonici pustio otrovni cilj kako bi ubio dva Jedija. No, kako je Qui-Gon već prije osjetio opasnost, njih su dvojica bili spremni i čekali su da se vrata otvore. Potkralj je poslao skupinu borbenih droida kako bi provjerili jesu li Jediji mrtvi. No, čim su oni otvorili vrata, Qui-Gon i Obi-Wan su izašli i lako se obračunali s njima. Ubrzo su stigli do vrata prostorije gdje se nalazio potkralj, no ovaj je u strahu aktivitao dodatna vrata kako bi ih zaustavio. No, Qui-Gonov svjetlosni mač, koji je zelene boje, uspijeva polako probiti i kroz to, pa je potkralj odlučio pozvati droideke, borbene droide koji imaju automatski štit i bolje oružje. U nemogućnosti da eliminiraju droideke, dvojica Jedija se povlače i sakriju negdje na brodu. 
Tada se kradomice uspiju ukrcati na jedan nosač koji je krenuo prema Naboou. Tada saznaju za tajno okupljanje droidske vojske na planetu. Iako je potkralj kasnije javio Sidiousu da su Jediji mrtvi, on zapravo to nije znao jer su uspjeli pobjeći. Nakon što su i na planetu izbjegli nekoliko pokušaja ubojstva, njihd dvojica naiđu na zbunjenog stanovnika planeta koji je jedan od mnogih koji bježi od droida. Nakon što mu soase život, on im se predstavi kao Jar Jar Binks i uporno govori Qui-Gonu kako mu je dužan jer mu je spasio život. Iako ga se ispočetka pokušavaju riješiti, Jar Jar im spomene svoj podvodni grad te oni pristanu da ih tamo odvede, ne znajući da je Jar Jar prognan iz grada. U tom podvodnom gradu, Otoh Gungi, odmah bivaju dovedeni pred upravitelja, Boss Nassa koji im, čak i nakon nauspjelog pokušaja misaonog trika, ipak omogućuje transport, no šalje ih na najteži mogući put do glavnog grada Theeda. Prije polaska, Qui-Gon saznaje kako će Jar Jar biti kažnjen jer se vratio u grad i doveo neznance, pa ga, kako mu je ovaj dužan, želi povesti sa sobom. Nezadovoljan ovime, Boss Nass ipak pristaje i dopusti Jar Jaru da ide s njima. Ali, Jediji ipak nisu uspjeli nagovoriti Gungance da im pomognu u borbi sa Savezom.
Nakon što su prošli najopasniji morski put na tom dijelu, izbjegavši gigantske gladne ribe na svom putu i ostavši u jednom trenutku bez struje, Jediji i Jar Jar ipak stižu u Theed gdje saznaju da je kraljica Padmé Amidala zarobljena od strane Saveza. Ubrzo je dvojica Jedija oslobađaju i uspijevaju doći do hangara kako bi pobjegli Savezu. Iako uspijevaju izmaći blokadi, njihov uređaj za hiperpogon se pokvari i moraju sletjeti na pustinjski planet Tatooine kako bi uzeli novi.  
Na Tatooineu, Qui-Gon kreće u potragu za trgovcem, te usput naiđe na mladog roba, Anakina Skywalkera. Anakina je upoznao kao radnika u Wattovoj trgovini rabljenim dijelovima. Nakon što nije uspio dobiti dio od Watta, unatoč pokušaju misaone manipulacije, Qui-Gon je sa svojim pratiteljima krenuo nazad, no zbog oluje ih je Anakin ponudio da ostanu kod njega. Tamo upoznaju njegovu majku, Shmi Skywalker za koju također saznaju da je Wattov rob. Nakon što večeraju, ispričaju Anakinu neke stvari o Jedijima i upoznaju Anakinovog robota C-3PO-a, Qui-Gon uzima Anakinovu krv kako bi provjerio razinu midiklorijana u njoj. Kada ustanovi da je razina enormna, te kako Anakin ima predispoziciju da postane Jedi, odluči ga otkupiti. No, Watto mu ne da, kao ni dijelove koje treba. Ali, upravo se u to vrijeme u Mos Espi održava utrka pod-racera, posebnih trkačih letjelica. Kako se Anakin dugo pripremao, ali nije stigao dovršiti, Qui-Gon mu odluči, zajedno sa svojim pratiocima, pomoći. Iako Anakinu nitko ne daje šansu, Qui-Gon u njega vjeruje i odluči se dogovoriti s Wattom. Ako Anakin pobjedi, novac od pobjede ide njemu za dijelove, a ujedno i pušta jednog od robova - Anakina ili majku. Bacanjem kockice odlučeno je da će oslobođen biti Anakin. Iako nesiguran, Watto pristaje, uvjeren da će utrku pobijediti branitelj naslova Sebulba, koji je ujedno i varalica. Nakon što je varanjem eliminirao sve osim Anakina, izgledalo je da će Sbulba pobijediti, jer je prije samog početka sabotirao i Anakinovu letjelicu. No, Anakin se ipak vješto izvlači iz problema uzrokovanog sabotažom i nastavlja utrku koju na koncu, nakon što je Sebulba razbi svoju letjelicu, i pobijeđuje. Qui-Gon tada odlazi kod Wattoa koji mu predaje dio koji mu treba i pušta Anakina koji, jako teško, napušta majku i odlazi s Qui-Gonom.
Prije no što uspiju ući u republičku letjelicu, skupinu napadne nepoznati Sith lord. Qui-Gon kaže svima da uđu u letjelicu i da je pokrenu dok on  "zabavi" Sitha. Borba je bila izjednačena i ovo je prvi od dva puta kada se Qui-Gon borio. Kada je primijetio da je letjelica pokrenuta i da će poletjeti, Qui-Gon je prekinuo borbu i uskočio u letjelicu koja je krenula prema Coruscantu. 
Na Coruscantu, Qui-Gon i Obi-Wan dolaze pred Vijeće Jedija kako bi podnijeli izvještaj s misije i kako bi ih upoznali s mladim Anakinom. Qui-Gon je zamolio vijeće da mu dodijele Anakina za učenika nakon što Obi-Wan postan vitez. Iako je Vijeće pristalo testirati i utvrdilo kako je mladi Skywalker zaista iznimno nadaren, odbija ga trenirati pod izlikom da je prestar. Pravi je razlog bio taj da je Vijeće uočilo kako je Anakin još uvijek pod utjecajem činjenice da je bio rob, te kako nije spreman staviti svoje emocije na stranu, što je vrlo važan faktor kako bi netko postao Jedi. U prilog ovom odbijanju, učitelj Yoda govori kako je dječakova budućnost "nejasna" zbog straha kojeg mladi Skywalker pokazuje. Razočarani ovom odlukom, Qui-Gon i Obi-Wan započinju pripreme kako bi se s kraljicom Amidalom vratili na Naboo gdje je Savez zarobio kraljičine kolege i sunarodnjake.
Jedije i kraljičinu vojsku po dolasku na Naboo dočeka vojska droida. Nakon što im u pomoć dolazi nepoznati Sith, za kojeg se otkrilo da se zove Darth Maul, oni se odluče razdvojiti. Vojska i kraljica kreću u boj s droidima kako bi oslobodili zarobljenike, dok Qui-Gon i Obi-Wan preuzimaju Darth Maula. Maul, koji ima dvostrani svjetlosni mač, dobro namuči Jedije te ih uspije namamiti na stanicu generatora na Theedu gdje nastavljaju borbu. Nakon što pokazuju zavidne akrobacije i sposobnosti dolaze do centralne sobe do koje se mora doći preko nekoliko lasera koji se periodično gase i pale. Kako je Maul bio prvi, Qui-Gon malo iza njega, a Obi-Wan puno dalje, Maul je uspio izloirati Qui-Gona i boriti se sam s njim. Qui-Gon, iako sam izvsrtan Jedi, nije imao previše šanse protiv Maulovog dvostrukog mača i Maul ga je, dok se Obi-Wan još uvijek probijao do centralne sobe ranio mačem u trbuh i ovaj je pao. 
U međuvremenu je kraljica s vojskom uspjela preći prepreke i deaktivirati droide (što se dogodilo nakon što je mladi Skywalker raznio matični brod iznad Nabooa), što je omogućilo pobjedu i Gungancima koji su se borili na otvorenom, te osloboditi svoje kolege, a zarobiti predstavnike Saveza s kojima je kasnije sklopljen mir. 
Kada je Obi-Wan došao, Maul je bio spreman i nakon nekog vremena borbe je uspio i njega razoružati i baciti u provaliju koja se nalazila na sredini sobe. No, Obi-Wan se uspio uhvatiti za rub, ali nije imao oružje jer mu ga je Maul šutnuo u provaliju. Tada ga je Maul počeo gaziti kako bi se ovaj pustio i pao, no Obi-Wan je uočio Qui-Gonov mač. Iskoristio je Silu kako bi ga privukao sebi i skočio. Tada ga je pokupio u zraku, upalio i presjekao iznenađenog Darth Maula na pola. Maul je tada u dijelovima upao u provaliju i tako preminuo. 
Obi-Wan je tada krenuo do Qui-Gona koji je još bio živ. Na samrti, Qui-Gon je natjerao Obi-Wana da mu obeća kako će trenirati mladog Skywalkera i nakon toga je umro. Nakon što je Vijeće nevoljko pristalo, a Obi-Wan položio svoje testove, on je to obećanje i ispunio. Qui-Gon je kasnije kremiran što je i bilo u skladu s pravilima Jedija.